# Тидебель, Сигизмунд Андреевич
Сигизмунд Андреевич Тидебель (1824—1890) — русский военный инженер, участник Крымской войны, инженер-генерал. Из дворян Лифляндской губернии (Тидебель).

## Биография
Родился 8 мая 1824 года, из дворян Лифляндской губернии.
Учился в Николаевском инженерном училище, где окончил курс в 1844 году и 10 августа произведён в полевые инженер-прапорщики и оставлен при училище в качестве преподавателя. В июне 1845 года его перевели на службу в Рижскую инженерную команду, затем в Ревельскую и в 1851 году — в Варшавскую, а в мае 1852 года назначили адъютантом к начальнику инженеров действующей армии генерал-адъютанту Шильдеру. В чине поручика принял участие в Восточной войне 1853—1856 годов.
В качестве адъютанта генерала Шильдера он распоряжался постройкой в январе 1854 года батареи на Дунае против турецкой флотилии, 20 февраля был под начальством генерала Хрущёва в деле под Каларашем, а 1 марта — в форсированной переправе через Дунай у Браилова.
В мае 1854 года принимал участие в осаде Силистрии, заведуя частью осадных работ, и был в числе инженеров, которые 28 мая спустились в ров неприятельского укрепления Араб-Табия и устроили крытый переход через ров.
За эти дела 17 февраля 1854 года был произведён в штабс-капитаны и награждён золотой полусаблей с надписью за «храбрость».
После того как осада Силистрии была снята и русские войска перешли на левый берег Дуная, Тидебель был перемещён в Крым и назначен в распоряжение Тотлебена для производства инженерных работ в Севастополе. Здесь он проявил себя как один из деятельных помощников Тотлебена, под чьим руководством заложил и построил один из важнейших передовых редутов — Селенгинский на Киленбалочном хребте, причём работы приходилось производить под сильным неприятельским огнём. Тидебель также принимал участие в отражении штурма этого редута неприятелем. Совместно с Сахаровым Тидебель заложил Волынский редут, находившийся на 4-м бастионе, работая при сильной бомбардировке его неприятелем. 10 марта им восстановлены передовые ложементы Камчатского люнета, после того, как из них был выбит неприятель, причём сам Тидебель принимал участие в бою; 28 марта он заведовал производством работ на Камчатском редуте. Эти три редута, возведённые Тидебелем, находились под постоянным неприятельским огнём и вследствие этого ежедневно разрушались; приходилось по мере возможности постоянно возобновлять разрушенные неприятелем части, что Тидебель исполнял с неослабной энергией. В марте его перевели в Лейб-гвардии Сапёрный батальон. В апреле он выполнил трудное и требовавшее значительной смелости предприятие — построил ложементы впереди 4-го бастиона. 10 мая принимал участие в деле на Кладбищенской высоте и за отличие был пожалован 15 мая 1855 года орденом св. Георгия 4-й степени (№ 9609 по списку Григоровича — Степанова)
В воздаяние за самоотвержение и примерное мужество, оказанное во время осады г. Севастополя в 1854-1855 годах, где под сильным перекрестным неприятельским огнём построил Селенгинский, Волынский и Камчатский редуты и впереди их заложил ложементы для штуцерных; в ночь-же с 11 на 12 Февраля 1855 года участвовал при отбитии штурма на Селенгинский редут
Когда 8 июня Тотлебен был ранен в ногу, заведование оборонительными инженерными работами на Корабельной стороне было передано Тидебелю, который исполнял эту обязанность до 25 июня.
Он участвовал также в отражении штурма неприятельскими войсками севастопольских укреплений, произведённого в августе 1855 года, за отличие награждён орденом св. Владимира 4-й степени и произведён в капитаны.
После отступления русских войск с южной стороны Тидебель был командирован в сентябре месяце в Николаев для устройства Херсонской оборонительной линии. Всего он провёл в севастопольских бастионах 11 месяцев.
В октябре 1856 года, когда Крымская война была окончена, Тидебель был произведён в полковники и вместе с тем определён адъютантом к великому князю Николаю Николаевичу старшему, бывшего тогда генерал-инспектором по инженерной части.
Будучи произведён 17 апреля 1863 году в генерал-майоры, он одновременно был определён членом технического комитета Главного инженерного управления.
В октябре 1866 года Тидебель был награждён орденом св. Станислава 1-й степени и назначен начальником Николаевской инженерной академии и училища. Он внимательно следил за работами преподавателей по тактике, фортификации и артиллерии, и под его руководством составлено было преподавателями академии и училища руководство для офицеров полевых войск «Сапёрные работы в поле» (СПб., 1869).
По его инициативе и в течение трёх лет начиная с 1879 года под его личным наблюдением велись летние полевые тактико-фортификационные занятия обучающихся в академии, причём Тидебель составлял для них инструкции; позднее эти занятия были введены и в училище.
Им же были организованы не практиковавшиеся до того публичные лекции по наиболее важным и интересным вопросам теории и практики военно-инженерного искусства; лекции эти происходили ежегодно во время поста, и к участию в них Тидебель привлекал преподавателей академии и наиболее выдающихся деятелей Генерального штаба.
За время пребывания в должности начальника инженерной академии Тидебель был назначен в ноябре 1869 года в свиту его величества, а 28 марта 1871 года — произведён в генерал-лейтенанты.
В июне 1868 года он получил командировку за границу для ознакомления с организацией военно-инженерных и артиллерийских учебных заведений в Германии и Бельгии и для осмотра крепостных работ в Антверпене и Пруссии. Несколько раз ему поручалось осматривать крепости и наблюдать за производством крепостных работ.
В должности начальника военно-инженерной академии и училища Тидебель пробыл двадцать лет, до апреля 1886 года, когда был назначен членом Александровского комитета о раненых.
30 августа 1887 года был произведён в инженер-генералы. Тидебель был почётным членом Николаевской инженерной академии. Скончался в Петербурге 18 января (в ночь на 19 января) 1890 года. Согласно объявлению о кончине инженер-генерала, отпевание в лютеранской церкви св. Екатерины
на Васильевском острове и вынос тела на Смоленское кладбище 23 января 1890 года.

## Награды
- Золотая полусабля «За Храбрость» (1854)
- Орден Святого Георгия 4-го кл. (1855)
- прусский орден Короны 1-й ст. (1861)
- орден Святого Станислава 1-й ст. (1866)
- орден Святой Анны 1-й ст. (1868)
- орден Святого Владимира 2-й ст. (1874)
- австрийский Большой крест ордена Франца-Иосифа (1874)
- орден Белого Орла (1882)